# Libnotes innuba
Libnotes innuba är en tvåvingeart som först beskrevs av Alexander 1941.  Libnotes innuba ingår i släktet Libnotes och familjen småharkrankar. Inga underarter finns listade i Catalogue of Life.